# Alfonso Piccin
Alfonso Piccin (San Martino di Colle Umberto, 4 de septiembre de 1901 – Vittorio Veneto, 8 de septiembre de 1932) fue un ciclista de carretera y de pista italiano, profesional entre el 1924 y el 1931.

## Carrera
Corrió para el Automoto, la Christophe y Bianchi, sobre todo de gregario de Ottavio Bottecchia, su líder de filas. De debutante se dio a conocer venciendo los campeonatos italianos en el 1924. Pasado a profesional, venció el Criterium de apertura a Milán en el 1925, el Giro del Veneto en el 1927 y el Giro del Emilia en el 1928, más de a obtener un segundo puesto en el Giro de Lombardía del 1927, por detrás de Alfredo Binda. Acabó octavo en el Giro de Italia 1929. Murió con tan solo 31 años a causa de un accidente de moto.

## Palmarés
1923
- Giro del Belvedere

1924
- Campeón de Italia de ciclismo en ruta (amateur)

1925
- Criterium de apertura

1927
- Giro del Veneto
- Astico-Brenta

1928
- Giro de Emilia

### Resultados en el Giro de Italia
- 1928. 18.º de la clasificación general
- 1929. 8.º de la clasificación general

### Resultados al Tour de Francia
- 1925. 25.º de la clasificación general
- 1926. Abandona
- 1929. Abandona